# Citizendium
Citizendium – internetowa encyklopedia działająca na oprogramowaniu wiki stworzona przez Larry’ego Sangera, jednego z założycieli Wikipedii.
Citizendium to eksperymentalny projekt działający od końca marca 2007 roku w wersji beta (wcześniej dostępna była wersja pilotażowa). Początkowo był to fork Wikipedii – teraz rozwija się samodzielnie.

## Nazwa
Nazwa „Citizendium” pochodzi od angielskich słów citizen – obywatel oraz compendium – kompendium. Pełna nazwa projektu to citizens compendium of everything – obywatelskie kompendium wiedzy o wszystkim.

## Edytowanie Citizendium
W Citizendium nie można pisać artykułów anonimowo. Edytować można tylko po zarejestrowaniu się w jednej z dwóch kategorii: autor lub redaktor. Autorami są wszyscy zarejestrowani użytkownicy, natomiast redaktorem (w konkretnej dziedzinie) może zostać tylko osoba o potwierdzonym statusie specjalisty (wymagane jest wyższe wykształcenie, ukończone 25 lat oraz dorobek naukowy). Rola redaktorów polega na czuwaniu nad poprawnością informacji. Artykuł, który jest merytorycznie poprawny i zawiera dostateczną ilość informacji, może zostać „zatwierdzony” przez redaktora.
W sierpniu 2010 r. Citizendium gromadziło ponad 14 490 artykułów w języku angielskim (w tym 149 artykułów zweryfikowanych). Z powodu braku aktywności i zainteresowania projektem, w 2020 r. pozostała społeczność Citizendium zaczęła dyskutować nt. zamknięcia projektu.
Artykuły w całości powstałe na Citizendium są na licencji Creative Commons (CC-BY-SA 3.0), natomiast artykuły pochodzące częściowo z Wikipedii objęte są licencją GNU FDL 1.2.